# Ладожский бригадный район ПВО
Ладожский бригадный район ПВО (также может встречаться название Осиновецкий бригадный район ПВО) — воинское соединение вооружённых сил СССР во время Великой Отечественной войны.

## История
Создан 22 сентября 1941 года на базе расформированного Лужского бригадного района ПВО. 
В составе действующей армии с 22 сентября 1941 года по 6 августа 1942 года.
По формировании занял позиции на западном берегу Ладожского озера, в районе мыса Осиновец и приступил к выполнению боевых задач по прикрытию перевозок через озеро. С 17 ноября 1941 года началось строительство Дороги Жизни и на район также было возложено её прикрытие, при этом некоторые зенитные пулемётные точки, размещённые на автомобилях, курсировали вдоль дороги. С ноября 1941 года в оперативное подчинение бригадному району передавались истребительные авиационные полки, так в частности с этого времени начали действовать на охране Дороги Жизни 123-й истребительный авиационный полк ПВО, 5-й и 13-й истребительные полки ВМФ.
По 23 декабря 1941 года сбил 80 самолётов противника, с декабря 1941 по апрель 1942 ещё 51 самолёт,
С 5 июня 1942 года начался процесс реорганизации района и 6 августа 1942 года район был объединён со  Свирским бригадным районом и на их базе создан Ладожский дивизионный район ПВО.

## Состав
- 21-й отдельный зенитный артиллерийский дивизион
- 25-й отдельный зенитный артиллерийский дивизион
- 225-й отдельный зенитный артиллерийский дивизион
- 253-й отдельный зенитный артиллерийский дивизион
- 391-й отдельный зенитный артиллерийский дивизион (с июля 1942)
- 432-й отдельный зенитный артиллерийский дивизион
- 434-й отдельный зенитный артиллерийский дивизион
- 1-я и 2-я отдельные зенитные железнодорожные батареи.

## Подчинение
Всё время существования район входил в состав Ленинградского фронта, причём с ноября 1941 года подчиняясь напрямую военному совету фронта, а не командованию ПВО